# Gennady Mikhasevich
Gennadi Modestovitch Mikhasevitch (en biélorusse : Генадзь Мадэставіч Міхасевіч), né le 7 avril 1947 à Ist et mort le 19 janvier 1988 à Minsk, est un criminel soviétique, auteur de multiples homicides et viols, surnommé « l’Étrangleur de Vitebsk » (« Віцебскі душыцель »). Entre 1971 et 1985, il perpétra une série de meurtres, principalement dans les environs de Vitebsk, Polotsk et les campagnes adjacentes de la RSS de Biélorussie. Ses forfaits, caractérisés par des strangulations et des agressions sexuelles, visèrent au moins trente-six femmes,.

## Biographie
Gennady Mikhasevich nait en 1947 dans le hameau d’Ist, situé dans l’oblast de Vitebsk. Extérieurement, il présentait tous les attributs d’un père de famille exemplaire : sobre, père de deux enfants, et laborieux. Il était affilié au Parti communiste, assumant même des fonctions locales, et s’investissait dans la Droujina populaire, une milice volontaire soviétique. Par ailleurs, il avait accompli son service militaire. Plus tard, il déclara que ses meurtres avaient commencé à la suite de son retour de l’armée, époque où il découvrit que sa dulcinée l’avait délaissé pour contracter mariage en son absence.

### Meurtres
Dans la nuit du 14 mai 1971, il se rendait de Vitebsk à Polotsk. À une heure avancée, ne pouvant emprunter l’autocar à destination de Polotsk, où résidaient ses parents, il se trouva contraint de cheminer à pied. Mikhasevich rapporta par la suite que l’affliction causée par la rupture avec sa compagne l’avait conduit à préparer une pendaison. Toutefois, sa rencontre fortuite avec une jeune femme sur la route le détermina à la supprimer, dans le dessein d’apaiser sa fureur. Un second homicide fut perpétré en octobre 1971, suivi de l’étranglement de deux autres femmes aux environs de Vitebsk en 1972. Diplômé d’une école technique de cette même ville en 1973, Mikhasevich regagna ensuite Ist, où il entra en fonction dans un sovkhoze. Il contracta mariage en 1976. Cependant, les meurtres se poursuivirent durant cette période.
Une partie de ses homicides avait pour objet de faciliter les viols qu’il commettait. Il usait systématiquement de strangulation ou d’asphyxie pour donner la mort à ses victimes, soit en les agressant dans des lieux écartés, soit, ultérieurement, après les avoir attirées dans sa propre Zaporojets rouge ou dans les véhicules de son lieu de travail (il exerça par la suite dans un garage). Mikhasevich ne recourait pas à des armes conventionnelles, leur préférant divers instruments de fortune, parmi lesquels une corde de seigle. Outre les meurtres, il dérobait à ses victimes argent et effets précieux, dont certains furent par la suite offerts à son épouse. Il s’appropriait également des objets usuels, tels que des ciseaux.
L’enquête connut une avancée décisive durant les années 1980, lorsque le jeune investigateur Nikolaï Ignatovitch émit l’hypothèse que les homicides perpétrés contre des femmes aux abords des routes de la région ne relevaient point de faits isolés, contrairement aux conclusions de ses prédécesseurs, mais étaient l’œuvre d’un seul et même meurtrier, un tueur sériel. Les autorités policières soupçonnaient que le criminel circulait à bord d’une Zaporojets écarlate ; aussi entreprirent-elles de recenser tous les propriétaires d’un tel véhicule dans l’oblast. Or, Mikhasevitch, en sa qualité de drujinnik, prit part à ces opérations – s’enquérant, en réalité, de sa propre personne. Cette situation lui octroya une connaissance approfondie des diligences judiciaires, lui permettant d’anticiper les mesures des enquêteurs et de combiner des parades afin d’y échapper. L’année 1984 fut particulièrement féconde en crimes : pas moins de douze femmes furent occises par le meurtrier au cours de cette seule année.
Finalement, Mikhasevitch, que l’inquiétude commençait à gagner, commit une méprise irréparable. Dans le dessein de compromettre l’enquête, il adressa une missive anonyme au journal local, usurpant l’identité d’une faction chimérique, les « Patriotes de Vitebsk », enjoignant fictivement ses supposés compagnons d’armes à redoubler d’ardeur contre les communistes et les femmes de mœurs dissolues. Lorsqu’il déposa, près du cadavre de sa nouvelle victime, un billet autographe de même teneur, toujours signé au nom desdits « Patriotes », les investigateurs entreprirent de confronter les graphies de tous les hommes de l’oblast. Après l’examen de 556 000 spécimens, les experts en calligraphie judiciaire établirent que celui attribué à Gennady Modestovich Mikhasevitch offrait une similitude patente avec celui du meurtrier. Des investigations subséquentes exhument d’autres indices, achevant de les convaincre de sa culpabilité.

### Arrestation et exécution
Le 8 décembre, la résolution d’appréhender Mikhasevitch fut prise, mais lorsque les enquêteurs se présentèrent à son domicile ce soir-là, il s’était déjà esquivé. Le lendemain, ils apprirent sur son lieu d’emploi qu’il avait obtenu un congé, prétendument afin de « séjourner en villégiature avec sa famille ». Dès le soir même, il fut interpellé chez son beau-frère, alors qu’il avait préparé des bagages familiaux et détenait quatre billets d’avion à destination d’Odessa. Une perquisition à son logis mit au jour des effets personnels appartenant aux victimes féminines qu’il avait occises. Les experts psychiatres le déclarèrent lucide, bien que frappé de psychopathie. Après s’être initialement rétracté, il finit par avouer ses forfaits, ce qui lui valut une condamnation à la peine capitale, exécutée par les armes en 1987. Ce procès acquit une notoriété considérable en Union soviétique, révélant les défaillances d’un système judiciaire gangrené par la corruption : des enquêteurs, soucieux de clore promptement ces affaires criminelles, avaient déjà fait condamner quatorze innocents pour les meurtres perpétrés par Mikhasevitch. Parmi eux, plusieurs furent exécutés, expiant ainsi des crimes qu’ils n’avaient pas commis.